# Otto Kerry
Otto Kerry (* 11. Dezember 1913 in Czernowitz, Bukowina; † 30. November 1981 in Wien) war ein österreichischer Schauspieler.

## Leben
Otto Kerry erhielt eine private Ausbildung an der Schauspielschule Dr. R. Beer. Erste Bühnenerfahrungen sammelte er von 1937 bis 1938 am Theater an der Wien und nach Absolvieren des Wehrdienstes an dem Stadttheater in Mährisch Ostrau (1941 bis 1942). Es folgten Auftritte an Theatern in Gera und Metz. Nach 1945 hatte er Engagements an verschiedenen Wiener Bühnen (unter anderem am Kabarett „Wiener Werkel“ und 1946 am Theater in der Josefstadt). Ab 1947 war er Mitglied des Ensembles am Wiener Burgtheater.
So spielte er dort den Grimm in Friedrich Schillers Die Räuber und in William Shakespeares Richard II. den Percy. In der Spielzeit 1965/1966 sind Auftritte in Henrik Ibsens Theaterstück Peer Gynt  zu verzeichnen.
Otto Kerry wirkte auch in einigen Film- und Fernsehproduktionen mit. Darunter befanden sich 1950 der Heimatfilm Der Wallnerbub von Alfred Stöger mit Ewald Balser, Josef Meinrad und Käthe Gold und 1963 die Fernsehaufzeichnung einer Aufführung des Burgtheaters mit dem Bühnenstück Liliom des ungarischen Schriftstellers Ferenc Molnár mit Josef Meinrad, Susi Nicoletti, Manfred Inger und Hans Moser. 1970 verkörperte er in der Folge Perfekter Mord der Fernsehserie Oberinspektor Marek die Rolle des Dr. Wöltz. Neben ihm spielten Fritz Eckhardt, Kurt Jaggberg und Paola Loew.
Er war zudem als Schauspiellehrer tätig und unterrichtete auch die Schauspielerin Emmy Werner.
Otto Kerry, der auch als Verleger tätig war, etwa für die Werke von Bernhard Scheichelbauer, war ab 1952 Mitglied der Freimaurerloge Lessing zu den 3 Ringen und 1960 Gründungsmitglied der Loge Libertas.

## Filmografie (Auswahl)
- 1950: Der Wallnerbub (Das Jahr des Herrn)
- 1955: Der letzte Akt
- 1955: Um Thron und Liebe
- 1956: Wilhelm Tell
- 1957: Noch minderjährig (Unter Achtzehn)
- 1961: Der Bauer als Millionär
- 1963: Liliom (Theateraufzeichnung für das Fernsehen)
- 1966: Donaug’schichten – Willy Müller und der fremde Gast (Fernsehserie)
- 1970: Hier bin ich, mein Vater (Fernsehfilm)
- 1970: Oberinspektor Marek (Fernsehserie) – Perfekter Mord
- 1973: Nichts als Erinnerung
- 1978: Hiob (Fernseh-Mehrteiler)

## Veröffentlichung
- Karl-Kraus-Bibliographie. Mit einem Register der Aphorismen, Gedichte, Glossen und Satiren. Kösel, München 1970.